# Paitan
Paitan is een bestuurslaag in het regentschap Purworejo van de provincie Midden-Java, Indonesië. Paitan telt 1500 inwoners (volkstelling 2010).